# Reisenberg
Reisenberg ist eine Marktgemeinde mit 1749 Einwohnern (Stand 1. Jänner 2025) im Bezirk Baden in Niederösterreich.

## Geografie
Reisenberg liegt im Industrieviertel in Niederösterreich. Der Ort Reisenberg liegt am Reisenbach, die Gemeinde erstreckt sich zwischen den Flüssen Leitha und Fischa. Das Gebiet ist eben in einer Höhe von 180 Meter über dem Meer. Nördlich des Ortes liegt der 218 Meter hohe Goldberg. Die Fläche der Marktgemeinde umfasst achtzehn Quadratkilometer. Davon werden 87 Prozent landwirtschaftlich genutzt, drei Prozent sind Gärten und zwei Prozent sind bewaldet.

### Gliederung
Es existieren keine weiteren Katastralgemeinden und Reisenberg ist die einzige Ortschaft. Diese verfügt über die außenliegenden Ortsteile Erholungszentrum Reisenberg und Neu-Reisenberg außerdem ragt ein Teil des Siedlungsgebietes von Wasenbruck (Hauptteil in Mannersdorf am Leithagebirge) in das Gemeindegebiet.

### Nachbargemeinden
| Gramatneusiedl            |                                             | Götzendorf an der Leitha     |
| Mitterndorf an der Fischa | Kompassrose, die auf Nachbargemeinden zeigt | Mannersdorf am Leithagebirge |
| Ebreichsdorf              | Seibersdorf                                 | Hof am Leithaberge           |

## Geschichte

1873: Pfarrkirche und Friedhof von Reisenberg am Goldberg (Mitte unten)

1873: Der Ortskern von Reisenberg (Mitte oben)

Der Name des Goldberges stammt vom goldfarbenen Sand, der im Tertiär im damaligen Meer abgelagert wurde. Dieser Berg war schon in keltischer und römischer Zeit besiedelt. Das bezeugen die Funde eines Grabes aus der Latènezeit und von römischen Münzen. Die erste schriftliche Erwähnung des Ortes stammt aus einer Urkunde von 1045. Heinrich III. schenkte seinem Getreuen Reginold die Hälfte des Ortes Risinperhc (Reisenberg, wie der Goldberg früher hieß).
In der Mitte des 12. Jahrhunderts besaß der Adelige „Sigloch des Risinperge“ eine Burg am Goldberg. Das geht aus einer Schenkungsurkunde der Klosterneuburger Traditionsnotiz hervor. In der Burg befand sich eine wehrhafte Kapelle, deren starkes Mauerwerk die Basis für die dem hl. Pankraz geweihte Kirche wurde.
Die Kirche von Reisenberg wurde vermutlich in der ersten Hälfte des 13. Jahrhunderts im romanischen Stil gebaut. Im 14. Jahrhundert erfolgte die Erweiterung um den gotischen Westturm. Zu diesem Zeitpunkt war Reisenberg schon Vikariat. 1429 scheint Reisenberg bereits im Pfarrverzeichnis auf.
Beim Angriff der Türken auf Wien wurden in Reisenberg 1529 Häuser niedergebrannt und auch die Kirche schwer beschädigt. Nach dem Wiederaufbau erhielt der Ort 1554 das Marktrecht. Die folgenden Jahrhunderte brachten nicht nur wechselnde Besitzer, wie die Herrschaften Scharfenegg, Trautmannsdorf, die Familien Windisch-Graetz, Teuffenbach, Eleonore, die Gemahlin Kaiser Ferdinand II., und den Grafen Cavriani, sondern auch kriegerische Auseinandersetzungen und Seuchen. So geht aus einem Steuerverzeichnis von 1693 hervor, dass Reisenberg wegen der bei der Türkeninvasion erlittenen Schäden steuerfrei war. Von 1698 bis 1703 wurde die Kirche wegen der schweren Schäden umgebaut und erneuert. Von 1886 bis 1888 wurde die Volksschule als zweiklassiges, einstöckiges Gebäude errichtet. 1886 wurde auch die Freiwillige Feuerwehr gegründet, 1892 wird erstmals die Blasmusikkapelle erwähnt. Im gleichen Jahr wird der Leithadamm errichtet, da der Ort in der Vergangenheit mehrmals überschwemmt worden war (z. B. 1770, 1813). Die Landwirtschafts-Genossenschaft und die Raiffeisenkasse wurden 1897 eingerichtet.
Ab den 1870ern entstand Neu-Reisenberg als organische Fortsetzung der Fabrikssiedlung Marienthal am anderen Ufer der Fischa, hier waren die Geschäfte und Wirtshäuser beheimatet, die von der Marienthaler Bevölkerung frequentiert wurden.
Im Jahr 1954 öffnete ein Kindergarten in den Räumlichkeiten des Gemeindehauses, 1961 wurde die neue Volksschule fertiggestellt.

### Einwohnerentwicklung
| Reisenberg: Einwohnerzahlen von 1869 bis 2025       | Reisenberg: Einwohnerzahlen von 1869 bis 2025 | Reisenberg: Einwohnerzahlen von 1869 bis 2025 | Reisenberg: Einwohnerzahlen von 1869 bis 2025 | Reisenberg: Einwohnerzahlen von 1869 bis 2025 |
| --------------------------------------------------- | --------------------------------------------- | --------------------------------------------- | --------------------------------------------- | --------------------------------------------- |
| Jahr                                                |                                               |                                               |                                               | Einwohner                                     |
| 1869                                                | 1869                                          |                                               | 1.122                                         | 1.122                                         |
| 1880                                                | 1880                                          |                                               | 1.160                                         | 1.160                                         |
| 1890                                                | 1890                                          |                                               | 1.227                                         | 1.227                                         |
| 1900                                                | 1900                                          |                                               | 1.230                                         | 1.230                                         |
| 1910                                                | 1910                                          |                                               | 1.188                                         | 1.188                                         |
| 1923                                                | 1923                                          |                                               | 1.083                                         | 1.083                                         |
| 1934                                                | 1934                                          |                                               | 1.108                                         | 1.108                                         |
| 1939                                                | 1939                                          |                                               | 1.041                                         | 1.041                                         |
| 1951                                                | 1951                                          |                                               | 1.007                                         | 1.007                                         |
| 1961                                                | 1961                                          |                                               | 1.001                                         | 1.001                                         |
| 1971                                                | 1971                                          |                                               | 962                                           | 962                                           |
| 1981                                                | 1981                                          |                                               | 1.107                                         | 1.107                                         |
| 1991                                                | 1991                                          |                                               | 1.186                                         | 1.186                                         |
| 2001                                                | 2001                                          |                                               | 1.404                                         | 1.404                                         |
| 2011                                                | 2011                                          |                                               | 1.566                                         | 1.566                                         |
| 2021                                                | 2021                                          |                                               | 1.722                                         | 1.722                                         |
| 2025                                                | 2025                                          |                                               | 1.749                                         | 1.749                                         |
| Quelle(n): Statistik Austria, Gebietsstand 1.1.2021 |                                               |                                               |                                               |                                               |

## Kultur und Sehenswürdigkeiten

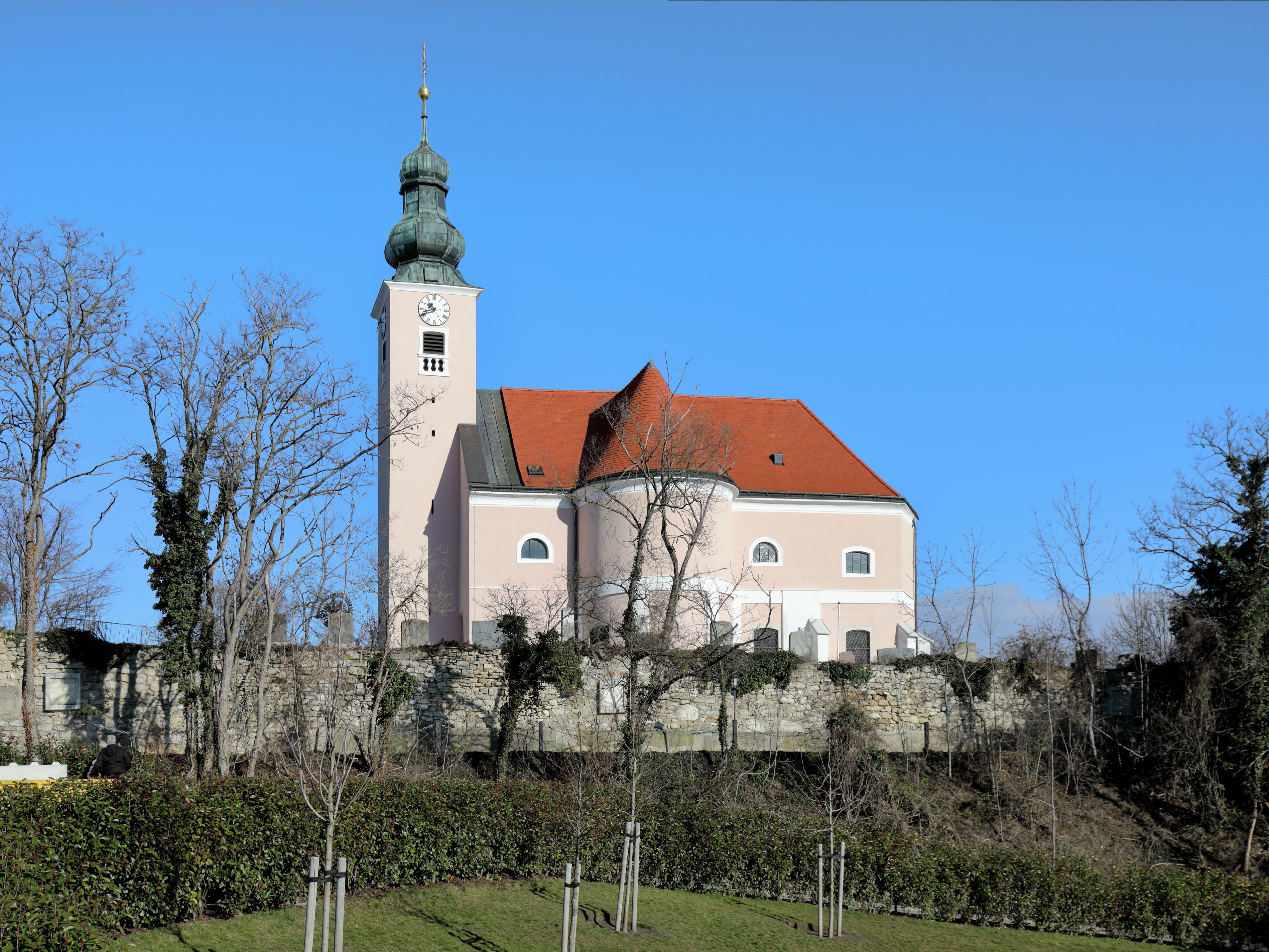
Pfarrkirche Reisenberg

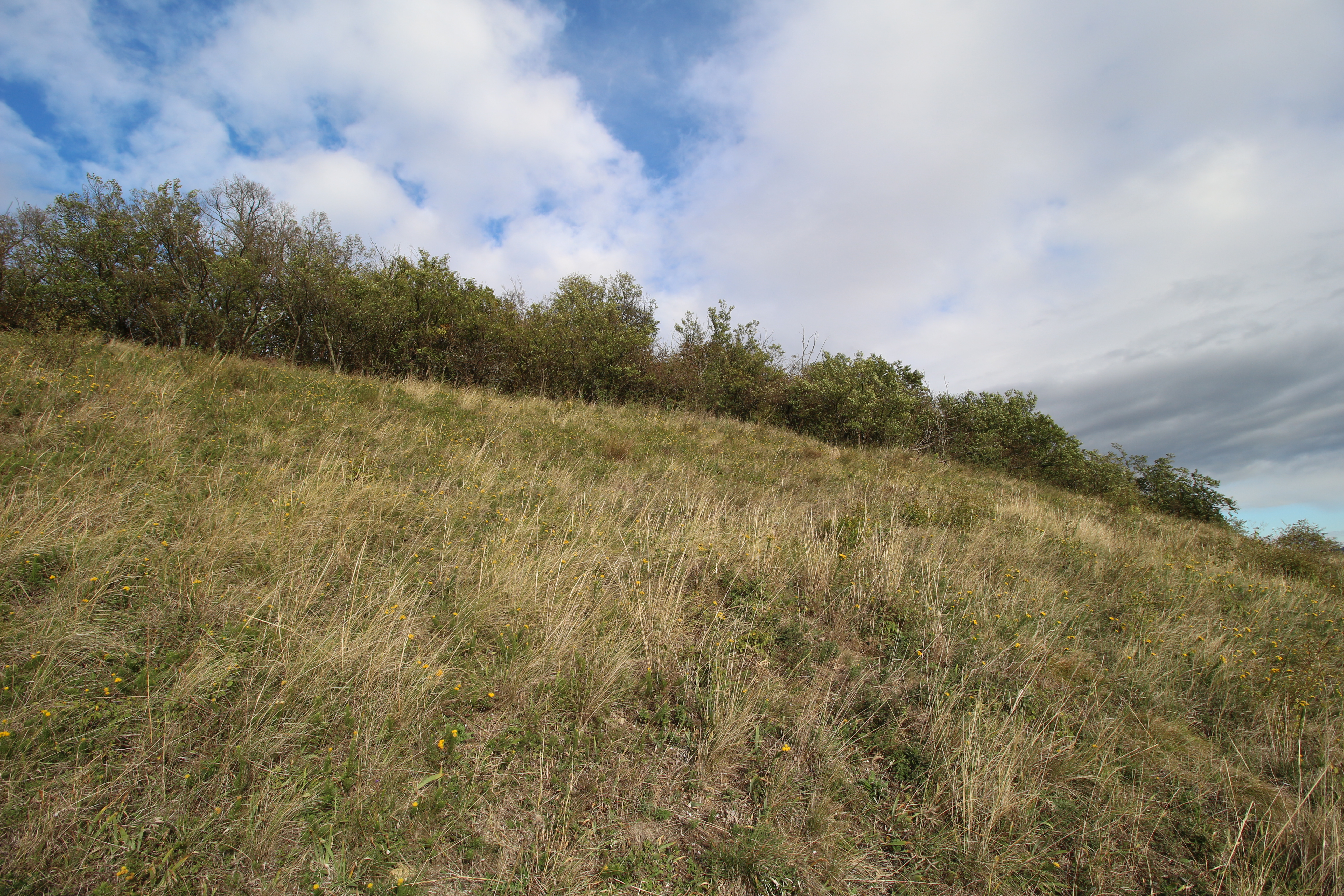
Trockenrasen im Naturschutzgebiet Goldberg

- Katholische Pfarrkirche Reisenberg hl. Pankratius
- Schuchkapelle
- Naturschutzgebiet Goldberg[2]

## Wirtschaft und Infrastruktur

### Wirtschaftssektoren
Von den 35 landwirtschaftlichen Betrieben des Jahres 2010 waren 24 Haupterwerbsbauern. Im Produktionssektor arbeiteten 72 Menschen im Bereich Warenherstellung und 22 in der Bauwirtschaft. Die größten Arbeitgeber im Dienstleistungssektor waren die Bereiche soziale und öffentliche Dienste (40) und der Handel (32 Erwerbstätige).
| Wirtschaftssektor            | Anzahl Betriebe | Anzahl Betriebe | Erwerbstätige | Erwerbstätige |
| Wirtschaftssektor            | 2011            | 2001            | 2011          | 2001          |
| ---------------------------- | --------------- | --------------- | ------------- | ------------- |
| Land- und Forstwirtschaft 1) | 35              | 42              | 37            | 39            |
| Produktion                   | 18              | 7               | 98            | 76            |
| Dienstleistung               | 64              | 35              | 127           | 96            |

1) Betriebe mit Fläche in den Jahren 2010 und 1999
| Im Jahr 2011 lebten 778 Erwerbstätige in Reisenberg. Davon arbeiteten 135 in der Gemeinde, mehr als achtzig Prozent pendelten aus. - Eisenbahn: Die nächste Bahnhöfe sind Gramatneusiedl an der Ostbahn, fünf Kilometer im Nordwesten und Götzendorf fünf Kilometer östlich an der Schnellbahnlinie S60. - Straße: Die wichtigste Straßenverbindung ist die Leitha Straße B60. | Die zur Anzeige dieser Grafik verwendete Erweiterung wurde dauerhaft deaktiviert. Wir arbeiten aktuell daran, diese und weitere betroffene Grafiken auf ein neues Format umzustellen. (Mehr dazu) |

### Öffentliche Einrichtungen
In Reisenberg befindet sich ein Kindergarten.

## Politik

### Gemeinderat
Der Gemeinderat hat 19 Mitglieder.
- Nach den Gemeinderatswahlen in Niederösterreich 1990 hatte der Gemeinderat folgende Verteilung: 11 SPÖ, 7 ÖVP und 1 FPÖ.
- Nach den Gemeinderatswahlen in Niederösterreich 1995 hatte der Gemeinderat folgende Verteilung: 10 SPÖ und 9 ÖVP.[12]
- Nach den Gemeinderatswahlen in Niederösterreich 2000 hatte der Gemeinderat folgende Verteilung: 14 SPÖ und 5 ÖVP.[13]
- Nach den Gemeinderatswahlen in Niederösterreich 2005 hatte der Gemeinderat folgende Verteilung: 15 SPÖ und 4 ÖVP.[14]
- Nach den Gemeinderatswahlen in Niederösterreich 2010 hatte der Gemeinderat folgende Verteilung: 14 SPÖ, 4 ÖVP und 1 BLR.[15]
- Nach den Gemeinderatswahlen in Niederösterreich 2015 hatte der Gemeinderat folgende Verteilung: 14 SPÖ, 3 ÖVP und 2 BLR.[16]
- Nach den Gemeinderatswahlen in Niederösterreich 2020 hatte der Gemeinderat folgende Verteilung: 14 SPÖ, 3 ÖVP und 2 BLR.[17]
- Nach den Gemeinderatswahlen in Niederösterreich 2025 hat der Gemeinderat folgende Verteilung: 14 SPÖ und 5 ÖVP.[18]

### Bürgermeister
- 1996–2021 Josef Sam (SPÖ)[19]
- seit 2021 Günter Sam (SPÖ)[20]

### Wappen
Der Gemeinde wurde 1962 folgendes Wappen verliehen:
Blasonierung: In einem von Silber und Rot geschachteten Schild befindet sich ein mit 3 goldenen Ähren belegtes blaues Herzschild.
Die Ähren im Wappen stehen für die lange Tradition der Landwirtschaft in der Gemeinde. Die Farben Blau und Gelb lehnen sich an die Landesfarben von Niederösterreich an, die Schildfarben beziehen sich auf das Rot-Weiß-Rot der österreichischen Nationalfarben.

## Persönlichkeiten

### Söhne und Töchter der Gemeinde
- Hans Fryba (1899–1986), Kontrabassist und Komponist
- Mathias Hietz (1923–1996), Bildhauer

### Mit der Gemeinde verbundene Persönlichkeiten
- André de la Varre (1904–1987), Reise-Filmemacher